# Tamás Kazi
Tamás Kazi (* 16. Mai 1985 in Baja) ist ein ungarischer Leichtathlet, der sich auf den Mittelstreckenlauf konzentriert hat.

## Sportliche Laufbahn
Erste internationale Erfahrungen sammelte Tamás Kazi im Jahr 2007, als er bei den U23-Europameisterschaften in Debrecen im 800-Meter-Lauf mit 1:50,58 min in der ersten Runde ausschied. Anschließend nahm er an der Sommer-Universiade in Bangkok teil und gelangte dort bis in das Halbfinale, in dem er mit 1:48,98 min ausschied. 2009 qualifizierte er sich erstmals für die Weltmeisterschaften in Berlin und erreichte dort das Semifinale, in dem er mit 1:47,01 min ausschied. Im Jahr darauf schied er dann bei den Europameisterschaften in Barcelona mit 1:50,21 min in der Vorrunde aus, wie auch bei den Leichtathletik-Halleneuropameisterschaften 2011 in Paris mit 1:50,85 min. Ende August gelangte er bei den Weltmeisterschaften im südkoreanischen Daegu erneut bis ins Halbfinale und schied dort mit 1:46,53 min aus. 2012 qualifizierte er sich für die Teilnahme an den Olympischen Spielen in London, scheiterte dort aber mit 1:47,10 min im Vorlauf.
2013 schied er bei den Halleneuropameisterschaften in Göteborg mit 1:51,77 min in der ersten Runde aus und bei den Weltmeisterschaften in Moskau im August schied er mit 1:46,40 min ein weiteres Mal im Halbfinale aus. Daraufhin stellte er bei der IAAF World Challenge in Rieti mit 1:45,37 min einen neuen Landesrekord über 800 Meter auf und verbesserte damit die bisherige Bestmarke von Balázs Korányi aus dem Jahr 1999 um zwei Hundertstelsekunden. Im Jahr darauf schied er dann auch bei den Europameisterschaften in Zürich mit 1:48,04 min im Semifinale aus und 2015 nahm er im 1500-Meter-Lauf an den Halleneuropameisterschaften in Prag teil, verpasste dort aber mit 3:48,08 min den Finaleinzug. 2016 schied er dann auch bei den Europameisterschaften in Amsterdam mit 3:44,64 min in der Vorrunde über 1500 Meter aus, wie auch bei den Leichtathletik-Halleneuropameisterschaften 2017 in Belgrad mit 3:47,64 min. 2018 startete er bei den Europameisterschaften in Berlin über 800 und 1500 Meter, schied aber über beide Distanzen mit 1:48,37 min bzw. 3:42,98 min jeweils im Vorlauf aus. Im Jahr darauf startete er bei den Halleneuropameisterschaften in Glasgow über 800 Meter, kam dort aber mit 1:49,66 min nicht über die erste Runde hinaus. Auch 2021 schied er bei den Halleneuropameisterschaften in Toruń mit 1:51,85 min im Vorlauf aus.
In den Jahren 2007, von 2009 bis 2011 sowie von 2013 bis 2017 wurde Kazi ungarischer Meister im 800-Meter-Lauf sowie 2009 und 2010, 2013 und 2014 sowie von 2016 bis 2018 über 1500 Meter. Zudem siegte sie in den Jahren von 2004 bis 2006 sowie 2015 und 2020 in der 4-mal-400-Meter-Staffel. 2011 und von 2013 bis 2015 wurde er Hallenmeister über 800 Meter sowie 2014 und 2015 sowie 2017 und 2018 im 1500-Meter-Lauf. Zudem wurde er 2005 und 2006, 2011 und von 2019 bis 2021 Hallenmeister in der 4-mal-400-Meter-Staffel.

## Persönliche Bestzeiten
- 600 Meter: 1:16,75 min, 25. Mai 2013 in Budapest
  - 600 Meter (Halle): 1:18,13 min, 6. Februar 2011 in Moskau
- 800 Meter: 1:45,37 min, 8. September 2013 in Rieti (ungarischer Rekord)
  - 800 Meter (Halle): 1:47,48 min, 23. Februar 2020 in Budapest
- 1000 Meter: 2:17,19 min, 2. Juli 2018 in Székesfehérvár (ungarischer Rekord)
- 1500 Meter: 3:37,41 min, 12. Juli 2017 in Lignano Sabbiadoro
  - 1500 Meter (Halle): 3:40,05 min, 18. Februar 2017 in Budapest